# Dinarolacerta mosorensis
Dinarolacerta mosorensis е вид влечуго от семейство Гущерови (Lacertidae). Видът е световно застрашен, със статут Уязвим.

## Разпространение
Видът е разпространен в Босна и Херцеговина, Хърватия, Сърбия, Черна гора.